# Slag bij Olustee
De Slag bij Olustee vond plaats op 20 februari 1864 nabij Lake City in Baker County (Florida) tijdens de Amerikaanse Burgeroorlog. Het wordt beschouwd als de omvangrijkste veldslag in Florida.

## Achtergrond
In februari 1864 stuurde de Noordelijke generaal-majoor Quincy Adams Gillmore een expeditie naar Florida om gebied in te nemen, vijandelijke bevoorradingsroutes af te snijden en zwarte soldaten te rekruteren. Brigadegeneraal Truman Seymour kreeg de leiding. Hij ontmoette weinig weerstand en slaagde erin van diep in het vijandelijk gebied door te dringen. Seymour bezette grote gebiedsdelen, vernietigde veel vijandelijke goederen en bevrijdde veel slaven.
Generaal P.G.T. Beauregard, de Zuidelijke bevelhebber van Charleston, South Carolina, wilde deze Noordelijke opmars stoppen. Daarop stuurde Beauregard Alfred H. Colquitt om Seymour te bestrijden.

## De slag
Generaal Seymours 5.500 manschappen volgden de Florida, Atlantic and Gulf Railroad in de richting van Lake City. Op 20 februari, rond 14.30 uur, stootte de Noordelijken op de ingegraven posities van brigadegeneraal Joseph Finegans troepen bij het station van Olustee. Eén infanteriebrigade rukte op naar de vooruitgeschoven eenheden van Seymour. De Noordelijken vielen aan maar werden terug gedreven door geweer- en kanonvuur.
De slag duurde de volledige namiddag totdat de Noordelijke linie brak. Finegan had hiervoor zijn laatste reserves ingezet. De meeste Noordelijke troepen slaagden erin te ontsnappen omdat Finegan de verslagen vijand niet achtervolgde. Een kleine eenheid viel toch de Noordelijke achterhoede aan. Ze werden terug gedreven door de 54th Massachusetts Volunteer Infantry en de First North Carolina. Deze regimenten waren samengesteld uit Afro-Amerikaanse soldaten.

## Gevolgen
De Noordelijken hadden 203 gesneuvelden, 1.152 gewonden en 506 vermisten te betreuren, een totaal van 1.861 manschappen. Ook verloren ze 39 paarden en 6 kanonnen. De verliezen voor de Zuidelijken was beduidend lichter. Ze telden 93 gesneuvelden, 847 gewonden en 6 vermisten of een totaal van 946 slachtoffers.